# Castelo (Sesimbra)
Pour les articles homonymes, voir Castelo.
Castelo, officiellement Sesimbra (Castelo), est une paroisse civile portugaise (en portugais : freguesia) de la municipalité de Sesimbra dans le district de Setúbal.

## Géographie
Castelo est située à l'extrémité sud-ouest de la péninsule de Setúbal et accueille le cap Espichel.
Avec une superficie de 178,77 km2, c'est la paroisse la plus étendue de la municipalité de Sesimbra (194,98 km2).

## Histoire
La paroisse de Castelo est créée le 27 mai 1388, autour de l'église Santa Maria do Castelo et du château de Sesimbra, fondés au XIIe siècle.
- Le château de Sesimbra

## Démographie
Lors du recensement de 2021, Sesimbra (Castelo) compte 20 212 habitants, contre 52 384 habitants pour la municipalité de Sesimbra dans son ensemble.